# Eleonore von Österreich (1534–1594)

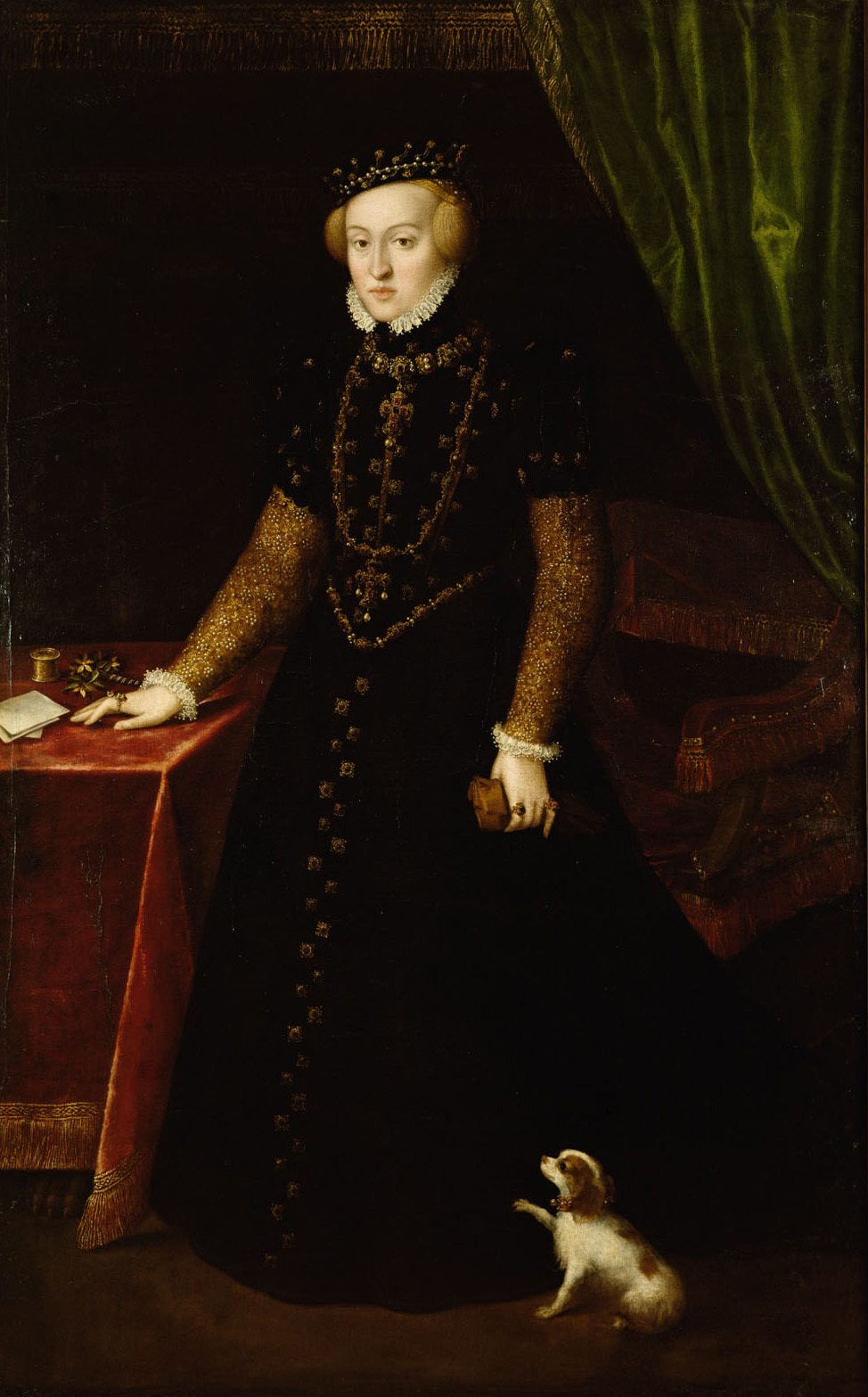
Erzherzogin Eleonore, Herzogin von Mantua (Anonymes Gemälde, um 1555)

Eleonore von Österreich (* 2. November 1534 in Wien; † 5. August 1594 in Mantua) war als sechste Tochter Kaiser Ferdinands I. eine Habsburgerin und durch ihre Heirat mit Guglielmo Gonzaga von 1561–87 Herzogin von Mantua. Aufgrund ihrer Erziehung war sie eine strenggeläbige Katholikin, widmete sich karitativen Werken und förderte gegen den Widerstand ihres Gemahls die Ansiedlung des Jesuitenordens in Mantua. Ihre Ehe mit dem Gonzaga-Herzog verlief relativ harmonisch. Sie gebar ihm drei Kinder, darunter den Thronfolger Vincenzo I. Gonzaga.

## Biografie

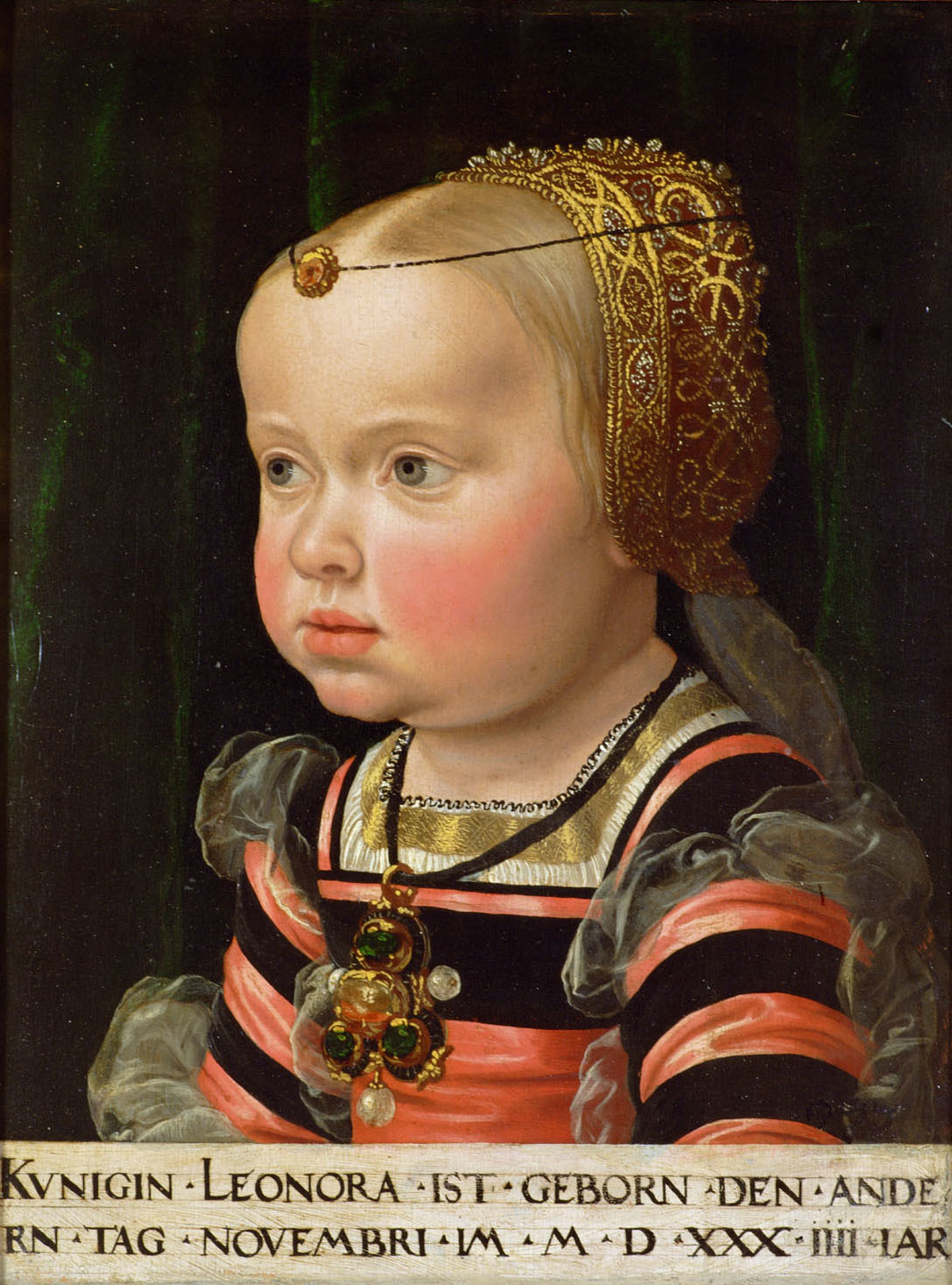
Erzherzogin Eleonore als Kind (Gemälde von Jakob Seisenegger, 1536)

### Abstammung und frühes Leben
Eleonore war das achte Kind und die sechste Tochter des nachmaligen (seit 1558) Kaisers  Ferdinand I. und seiner Gemahlin Anna von Böhmen und Ungarn. 1536 wurde sie vom österreichischen Hofmaler Jakob Seisenegger als zweijähriges Mädchen porträtiert. Dieses Gemälde befindet sich heute im Kunsthistorischen Museum in Wien.
Eleonores Beichtvater und Biograph, der Jesuitenpater Antonio Folcario, berichtet, dass Eleonore den Plan ablehnte, Gattin eines dänischen Königs (wohl Friedrich II.) zu werden, da dieser dem lutherischen Glaubensbekenntnis angehörte. Um 1544 wurde von habsburgischer Seite Eleonores Verehelichung mit dem künftigen Herzog Johann Friedrich II. von Sachsen angedacht, um die Wettiner als eine der führenden Dynastien des Reichs dem Haus Habsburg zu verpflichten. Die Wettiner hingen aber ebenfalls der protestantischen Lehre an; und das Eheprojekt scheiterte am zu großen konfessionellen Gegensatz zwischen dem Kaiserhaus und der sächsischen Dynastie. Eleonore war jedenfalls aufgrund ihrer Erziehung eine strenggläubige Katholikin. Laut dem Kleriker Antonio Possevino, der Eleonore nach deren Tod eine Grabrede hielt, verteilte sie mit ihren Schwestern im Palast in Innsbruck Almosen an Bedürftige.

### Heirat mit Guglielmo Gonzaga; Kinder
Als Guglielmo Gonzaga (1538–1587), Herzog von Mantua, Annibale Cavriani als Brautwerber ausschickte und um die Hand einer Tochter des Kaisers anhalten ließ, gab Eleonore trotz ihrer ursprünglichen Absicht, keine Ehe einzugehen, dem Druck ihres Vaters nach und willigte in die Heirat mit Gonzaga ein. Der Herzog, der sich kaiserliche Unterstützung zur Festigung seiner Herrschaft in der Markgrafschaft Montferrat erhoffte, hatte eigentlich Eleonores Schwester Barbara zur Gemahlin begehrt, stimmte nun aber ebenfalls dieser Eheverbindung zu. Gemäß damaliger Heiratsansichten war die 26-jährige Braut für eine erste Vermählung schon etwas alt. Am 19. Januar 1561 fand die Unterzeichnung des Ehevertrags statt. Eleonore machte sich am 14. April auf den Weg zu ihrem Bräutigam, den sie am 26. April 1561 im Palazzo Ducale in Mantua heiratete. Während der bis zum folgenden 1. Mai andauernden Hochzeitsfeierlichkeiten wurden die Häuser vieler Juden Mantuas geplündert; auch fiel das Archiv des Palazzo della Ragione einem durch Brandstiftung ausgelösten Feuer zum Opfer.
Die Ehe Eleonores soll, obwohl sie – wie in Adelskreisen üblich – arrangiert war und der Gatte unter einer Wirbelsäulenverkrümmung litt, relativ glücklich verlaufen sein. Das Paar hatte drei Kinder:
- Vincenzo I. Gonzaga (22. September 1562; † 18. Februar 1612), Herzog von Mantua und Montferrat (seit 1587)
- Margherita Barbara Gonzaga (* 27. Mai 1564; † 6. Januar 1618) ⚭ 24. Februar 1579 Alfonso II. d’Este (1533–1597), Herzog von Ferrara;
- Anna Caterina Gonzaga[5] (* 17. Januar 1566; † 3. August 1621 als Nonne) ⚭ 14. Mai 1582 Ferdinand II. (1529–1595), Erzherzog von Österreich-Tirol.

### Herzogin von Mantua

#### Patronin der Jesuiten;  karitative Tätigkeit; Familientreffen
Auch nach ihrer Heirat blieb Eleonore dem kaiserlichen Hof und der Kultur, in der sie aufgewachsen war, verbunden. So erteilte ihr Papst Gregor XIII. im August 1572 die Erlaubnis, das Offizium auf Deutsch zu lesen. Als der Herzog von Mantua im Frühling 1562 zu seiner großen Freude bemerkte, dass seine Gemahlin erstmals schwanger war, gab er die Errichtung der Palastkirche Santa Barbara in Auftrag, die nach ihrer Fertigstellung auf Initiative der Herzogin jährliche Einkünfte in der Höhe von 5000 Scudi erhalten sollte. Nach der Geburt des Thronerben Vincenzo im September 1562 besuchte Eleonore im Winter 1562/63 Innsbruck und traf ihre Eltern und ihre Schwestern. Im April 1564 machte sie dem unter dem Schutz der Gonzaga stehenden Dichter Torquato Tasso nach einem Brand in seinen Räumlichkeiten eine finanzielle Zuwendung. Laut ihrem Beichtvater Folcario war die Bibliothek der indessen weniger zu poetischer als religiöser Literatur hinneigenden Herzogin mit vielen Büchern geistlichen Inhalts ausgestattet. Zu den von ihr bevorzugten Autoren gehörten der Augustiner-Chorherr Thomas von Kempen und der Dominikaner Ludolf von Sachsen. Ihren Hofdamen war die Lektüre profaner Literatur verboten.
Zu den raren Familienbesuchen der Herzogin gehörte jener ihrer Schwestern Johanna und Barbara, die sich auf der Brautreise nach Florenz bzw. Ferrara befanden und Eleonore Ende November 1565 in Mantua trafen. Im Dezember 1565 nahm Eleonore mit ihrem Gatten in Ferrara an Barbaras Hochzeit mit Herzog Alfonso II. d’Este teil. Bereits im Mai 1562 hatte sie ihre erste Tochter Margherita Barbara geboren; um im Januar 1566 brachte sie als letztes Kind ihre zweite Tochter  Anna Caterina zur Welt.
Nach dem im Dezember 1566 erfolgten Tod von Margherita Paleologa, der Mutter von Herzog Guglielmo Gonzaga, nahm Eleonore stärkeren Anteil an der Regierung. Viele Personen wandten sich mit diversen Ansuchen an sie; so wurde sie etwa von Kriminellen um Strafminderung und von Witwen um die Überschreibung des Besitzes von deren verstorbenen Gatten gebeten. 1567 sandte der Herzog seine Gemahlin nach Casale Monferrato, um die revoltierenden Einwohner dieser Stadt zu beruhigen. Dies gelang Eleonore indessen nicht, und im Oktober desselben Jahres wäre sie mit ihrem Gemahl fast einer auf dessen Ermordung abzielenden Verschwörung zum Opfer gefallen. Laut Folcario  gewährte der Herzog 1568 ihren Wunsch, fortan keusch leben zu dürfen.
Unterdessen hatte Eleonore seit ihrer Heirat mit Guglielmo Gonzaga vergeblich versucht, ihren Gatten zur Erlaubnis für die Rückkehr der Jesuiten nach Mantua zu bewegen. Immerhin erreichte sie 1568, dass der Herzog zustimmte, sich von einem Jesuitenprediger diesbezügliche Vorschläge erläutern zu lassen. In der Folge reiste Pater Prospero Malavolta für die Pfingstpredigt nach Mantua und blieb danach noch drei Monte in der Stadt. Einige Zeit später bat die Herzogin den Bischof von Mantua, Marco Fedeli Gonzaga, den Pater zur Abhaltung einer Predigt in der Kathedrale von Mantua in der Fastenzeit einzuladen.
Ende 1575 begann die Pest in Mantua zu wüten. Eleonore wich mit ihren Töchtern nach Revere aus und richtete in der Stadt eine Schule für arme Mädchen in der Kirche San Stefano als Zufluchtsort für Pestopfer ein. Dies war eines von vielen gemäß den Frömmigkeitsprinzipien der Gegenreformation durchgeführten karitativen Werken der Herzogin. Nach dem Abklingen der Pestepidemie kehrte sie im April 1577 nach Mantua zurück. Hier feierte ihre ältere Tochter Margherita im Februar 1579 ihre Trauung per Stellvertreter mit Alfonso II. d’Este, Herzog von Ferrara, dessen zweite Gemahlin, Eleonores Schwester Barbara, 1572 verstorben war. Eleonores Bruder, Erzherzog Ferdinand II., Landesfürst von Tirol, besuchte ebenfalls im Februar 1579 zur Karnevalszeit den Hof von Mantua. Zu seiner Unterhaltung wurden Turniere und Bankette veranstaltet. Die Herzogin empfing ihren Bruder und seine Begleiter zur privateren Konversation auch in ihren eigenen Gemächern.

#### Verheiratung ihrer Kinder
Unterdessen waren Eleonore und ihr Gatte über den Lebensstil ihres zu Ausschweifungen neigenden Sohns Vincenzo beunruhigt. Die Herzogin widmete ihm daher ihre besondere Sorge und wirkte beratend auf ihn ein. Der Hof von Florenz unterbreitete 1579 den Vorschlag, Vincenzo mit Eleonora de’ Medici, einer Tochter des Großherzogs der Toskana, Francesco I. de’ Medici, zu vermählen. Diesen Heiratsantrag lehnten seine Eltern ab; stattdessen ehelichte er im März 1581 Margherita Farnese, Tochter des Statthalters der habsburgischen Niederlande, Alessandro Farnese. Ebenfalls 1581 ordnete Eleonore den Ausbau der Kirche und des Klosters Santa Maria Maddalena an. 1582 richtete Tasso an die Herzogin den Discorso delle virtù femminili („Diskurs über die weiblichen Tugenden“). Im Mai desselben Jahres heiratete Eleonores jüngere Tochter Anna Caterina nach dem Arrangement ihrer herzoglichen Eltern ihren bereits 53-jährigen Onkel Erzherzog Ferdinand II.
Die Ehe von Vincenzo Gonzaga und Margherita Farnese wurde im Oktober 1583 annulliert; und der Kronprinz sollte nun nach dem Willen seiner Eltern doch mit Eleonora de’ Medici verheiratet werden. Deren Vater, Großherzog Francesco I., hatte sich aber in zweiter Ehe mit Bianca Cappello vermählt, welche die Rivalin von Francescos 1578 verstorbener erster Ehefrau Johanna gewesen war. So herrschte auch eine tiefe Feindschaft zwischen Bianca Cappello und Johannas Schwester, Herzogin Eleonore von Mantua. Francesco I. de’ Medici und Bianca Cappello rächten sich für die frühere Ablehnung ihres Heiratsantrags, indem sie dem nunmehrigen Antrag des Herzogpaars von Mantua für dessen Sohn nur unter der Bedingung zustimmten, dass Vincenzo Gonzaga sich einem Test seiner Ehetauglichkeit unterziehe. Dies stellte für Herzogin Eleonore eine Demütigung dar. Dennoch fand Vincenzos Heirat mit Eleonora de’ Medici schließlich im April 1584 statt, und Herzogin Eleonore pflegte in der Folge zu ihrer Schwiegertochter ein gutes Verhältnis.
1584 konnte Eleonore nach mehr als 20-jährigen Bemühungen durchsetzen, dass ihr Gatte die dauerhafte Präsenz einer gewissen Anzahl von Jesuiten in seinem Reich erlaubte. Pater Prospero Malavolta übernahm im September 1584 im Namen des Ordens die Kirche San Salvatore und ein Nachbarhaus. Zur Förderung des 1587 begonnenen Baus der Dreifaltigkeitskirche stiftete sie ein Viertel ihrer Juwelen den in Mantua anwesenden Jesuiten. Als Beichtväter wählte sie ebenfalls Vertreter dieses Ordens, zunächst Pater Rodolfo Florio und ab 1588 Antonio Folcario.

### Witwenzeit und Tod
Nachdem ihr Gatte am 14. August 1587 verstorben war, legte Eleonore am ersten Adventsonntag desselben Jahres ein weiteres Keuschheitsgelübde ab. Laut Antonio Folcario wurden ihre religiösen Anschauungen immer rigider. Sie kasteite sich mit dem Bußgürtel und übte eine strenge Aufsicht über die von ihr gegründeten oder geförderten Einrichtungen, etwa christliche Mädchenschulen. 1588 wurde unter ihrer Patronage ein Oratorium für die Katechumenen mit einer Hospiz für kranke Pilger gegründet. Eleonore reiste weiterhin ab und zu nach Innsbruck, wurde aber 1590 bei einer Rückreise von dieser Stadt von einem Fieber befallen. Ihr Gesundheitszustand verschlechterte sich. Dennoch kümmerte sie sich weiterhin um familiäre Angelegenheiten und plante im August 1592 eine Wallfahrt nach Loreto. Sie überlebte ihren Gemahl um sieben Jahre und starb am 5. August 1594 im Alter von 59 Jahren in Mantua.
Eleonore hatte verfügt, dass ihr Leichnam nicht einbalsamiert werde. Ihr feierliches Begräbnis fand am 8. August 1594 u. a. in Anwesenheit zahlreicher städtischer Ordensleute und Armer statt. Sie wurde vor dem Hochaltar der Dreifaltigkeitskirche von Mantua beigesetzt. Auf ihren Grabstein wurde gemäß ihrem Wunsch nur ihr Name und Wappen eingraviert. Ihre sterblichen Überreste wurden 1856 in die Gonzaga-Gruft der Kapelle des Doms San Pietro von Mantua überführt, wo noch heute eine Gedenktafel an dieses Ereignis erinnert.